# Venni Vetti Vecci
A Venni Vetti Vecci (a cím utalás a „Veni, vidi, vici” klasszikus latin kifejezésre, amelynek jelentése „Jöttem, láttam, győztem”) Ja Rule bemutatkozó albuma, amely a Murder Inc. Records kiadónál jelent meg. Ez volt az első lemez, amely Irv Gotti Murder Inc. Records nevű kiadójánál jelent meg. Az 1999-es év vége előtt platinalemez lett. Az album nagyon hasonló DMX It’s Dark and Hell Is Hot című szerzeményéhez, mivel mindkettőnek az volt a célja, hogy véget vessen Puff Daddy, Mase és a Bad Boy Records "csillogó öltöny korszakának".

## Keletkezés

### Kiadása
Miközben a Def Jam Recordings alkalmazottja volt, Irv Gotti megpróbálta meggyőzni a kiadót, hogy hadd üzemeltessen saját lemezcéget, ennek bebizonyítására Jay-Z DJ-je volt és két dal producere a Reasonable Doubt című albumán. Ezen kívül DMX néhány számán is dolgozott. Gottit hamarosan bemutatták a Cash Money Click frontemberének Jeffrey "Ja Rule" Atkins-nek. Azonnal szerepeltetni kezdte őt különböző Jay-Z és DMX felvételeken. DMX hamarosan szerződést írt alá Dee és Waah Deannel a Ruff Ryders Entertainment kiadónál. Irv közvetítő volt egy alkuban, ami arról szólt, hogy DMX és a Ruff Ryders, valamint Jay-Z és a Roc-A-Fella a Def Jamhez kerül. Végül Ja Rule-t megtartotta magának.
Russell Simmons a Def Jam alapítója, vezérigazgatója és Gotti mentora úgy döntött, megadja Gottinak a saját kiadóját, amelyre olyan sokáig vágyott. 1998-ban megalakult a Murder Inc. Records. A népszerűsítés és a promotálás érdekében Ja Rule-t olyan más előadók számain szerepeltették, mint Jay-Z, LL Cool J, DMX, Cash Money Records és Fat Joe. Stílusa és előadása miatt a Def Jam esélyt adott neki egy album elkészítésére, és kijelölt egy megjelenési dátumot. A Venni Vetti Vecci végül 1999. június 1-jén jelent meg.

### Következmények
Ja Rule lett az egyik legnagyobb hiphop sztár Jay-Z és DMX rapperekkel együtt. A Vol. 2... Hard Knock Life, It’s Dark and Hell Is Hot, és Venni Vetti Vecci albumaikkal közismertek lettek és platina-eladásokat produkáltak. Ezek miatt az albumok miatt Ja Rule esélyt kapott, hogy velük turnézzon egy Murder Inc.-nek nevezett csapatban, mivel sok más előadó is aláírt a Murder Inc. • Def Jam kiadókhoz. Ő lett volna az előzenekar Jay-Z és DMX előtt az 1998-as Hard Knock Life Turnén, Memphis Bleek előadóval együtt.
Az album sikerének köszönhetően Irv Gotti is ismert név lett. Az albumot Gottin kívül Chris Lighty és Violator Management is felügyelte, utóbbinak Ja Rule maga is tagja volt.

## Dalok listája
1. „The March Prelude” (1:19)
2. „We Here Now” (featuring Black Child) (3:25)
3. „World’s Most Dangerous” (featuring Nemesis) (5:07)
4. „Let’s Ride” (4:22)
5. „Holla Holla” (4:24)
6. „Kill ’Em All” (featuring Jay-Z) (4:17)
7. „I Hate Niggaz” (Skit) (1:06)
8. „Niggaz Theme” (featuring Black Child & Case) (4:09)
9. „Suicide Freestyle” (featuring Case) (2:16)
10. „Story to Tell” (4:05)
11. „Chris Black” (Skit) (1:40)
12. „Count on Your Nigga” (4:35)
13. „It’s Murda” (featuring DMX & Jay-Z) (3:36)
14. „E-Dub & Ja” (featuring Erick Sermon) (4:14)
15. „187 Murda Baptiss Church” (Skit) (2:48)
16. „Murda 4 Life” (featuring Memphis Bleek) (4:48)
17. „Daddy’s Little Baby” (featuring Ronald Isley) (5:20)
18. „Race Against Time” (4:43)
19. „Only Begotten Son” (4:55)
20. „The Murderers” (featuring Black Child & Tah Murdah) (5:08)

## Folytatás
2008 végén Ja Rule kiadott egy mixtape-et The Atkins Files, Vol. 1 címmel. A mixtape volt a visszatérése a hosszú várakozás után, amit a The Mirror című album okozott. A mixtape-en elmondja, hogy tervezi a Venni Vetti Vecci folytatásának a kiadását.

## Lista helyezések
| Lista (1999)                          | Helyezés |
| ------------------------------------- | -------- |
| U.S. Billboard 200                    | 3        |
| U.S. Billboard Top R&B/Hip-Hop Albums | 1        |
| Canadian Albums Chart                 | 20       |